# Stenakron problematicum
Stenakron problematicum är en plattmaskart. Stenakron problematicum ingår i släktet Stenakron och familjen Fellodistomatidae. Inga underarter finns listade i Catalogue of Life.